# زبان تونگایی
تونگایی یکی از زبان‌های اقیانوس آرام است که در کشور تونگا صحبت می‌شود. این زبان با ۱۰۰۰۰۰ گویشور زبان ملی تونگا است.
واژه «تابو» که از راه انگلیسی وارد فارسی شده است واژه‌ای تونگایی است.

## ریشه‌شناسی
تونگایی یکی از زبان‌های شاخه پولی‌نزیایی از خانواده زبان‌های استرونزیایی است. از دیگر زبان‌های این شاخه می‌توان از زبان هاوایی، ساموآیی و زبان تاهیتی نام برد. خود شاخه پولی‌نزیایی نیز به چند زیرشاخه بخش می‌شود که یکی از این زیرشاخه‌ها، زیرشاخهٔ زبان‌های تونگی‌تبار (Tongic) نام دارد. در زیرشاخه تونگی‌تبار دو زبان وجود دارد یکی زبان تونگایی یکی زبان نیوویایی.
این زبان همچنین در سده پانزدهم و شانزدهم میلادی در پی اشغال جزیره والیس توسط تونگا بر زبان اووین اثر گذاشت.

## نوشتار

### تاریخچه
نخستین تلاش‌ها برای نوشتن این زبان توسط ویلم اسخاوتن و ژاکوب لو مایر از کمپانی هند شرقی هلند در نخستین ورودشان به تونگا در سال ۱۶۱۶ صورت گرفت. آنان تنها شمار اندکی اسم و فعل را با به‌کارگیری آوانگاری زبان هلندی به نگارش درآوردند و فهرستی نوشتند که بعدها آبل تاسمان به کمک آن توانست در تاریخ ۲۰ ژانویه ۱۶۴۳ با بومیان جزیره تونگاتاپو ارتباط برقرار کند اگرچه بومیان جزیره سخنان وی را به خوبی نفهمیدند زیرا واژه‌هایی از دیگر زبان‌های پلی‌نزیایی به فهرست افزوده شده بود.

### الفبا
زبان تونگایی امروزه از نسخه‌ای از خط لاتین بهره می‌برد.

## دستور زبان
در این زبان مثنی وجود دارد.

## ادبیات
انجیل به زبان تونگایی ترجمه شده است. همچنین هفته‌نامه‌ها و ماهنامه‌هایی به این زبان منتشر می‌شوند.

## تقویم
تقویم تونگایی دارای سیزده ماه است.